# 駿府藩
駿府藩（すんぷはん）は、駿府城（現在の静岡県静岡市葵区）を中心に静岡県の駿河・遠江・愛知県の三河・山梨県の甲斐の地域に江戸時代初期に存在した藩である。駿河府中藩もしくは府中藩とも呼ばれる。明治時代に再設置され、府藩県三治制により明治2年8月7日（1869年9月12日）に静岡藩（しずおかはん）となった。

## 歴史

### 前史
戦国時代、駿河は今川氏の支配にあったが、武田信玄の駿河侵攻で今川氏が没落すると、武田氏や後北条氏、徳川氏の領地争奪の場となり、不安定な情勢が続いた。天正10年（1582年）3月に武田氏が滅亡すると、徳川家康の支配下に入る。天正18年（1590年）の小田原征伐で家康が武蔵に移封されると、駿河には豊臣秀吉の家臣・中村一氏が入る。慶長5年（1600年）の関ヶ原の戦いで、中村一忠（一氏の子）は東軍に与して武功を挙げた事から、伯耆米子藩に移封された。

### 江戸時代

#### 内藤氏
慶長6年（1601年）2月、伊豆国韮山より徳川家譜代の家臣・内藤信成が4万石で入封し、駿府藩が成立した。

#### 家康時代
慶長11年（1606年）4月3日、信成は近江国長浜藩に移封され、大御所となった徳川家康が、駿府城に入ったため駿府藩は廃藩となった。なお家康は隠居した後も実質、幕政を執行する立場にあった。

#### 徳川頼宣
慶長14年（1609年）12月12日、家康の十男・徳川頼宣が駿河・遠江二国および東三河50万石で入封したことから、駿府藩が復活した。ただし頼宣は幼少の上、家康がなおも幕政を駿府城で執っていたことから、藩主とはいっても実際には権限はなかった。
このとき、傅である水野重仲に浜松城2万5000石、同・三浦為春に浜名城（現・静岡県浜松市）8000石が与えられた。同15年（1610年）、幕府老中だった安藤直次も頼宣の傅と兼務となった。
同16年（1611年）、これまで家康の名で発給していた知行目録が、頼宣の重臣の名で発せられた。このとき、安藤直次と水野重仲は、傅から年寄に転じたと考えられる。財政についても、家康から頼宣へ権限が委譲された。
同19年（1614年）の大坂冬の陣と翌慶長20年（1615年）の夏の陣には頼宣も出陣した。頼宣独自の軍をつくるには家臣団の体制が不十分だったため、家康の家臣の一部が一時的につけられた。
元和2年（1616年）春、横須賀城城主・大須賀康高の旧臣である横須賀者（党）の多くが家臣になった。また、同年4月の家康死去後、その家臣の一部が頼宣に属した（人分け）。これらにより、家臣団の原形ができあがったといえる。
元和5年（1619年）7月19日、頼宣は紀伊国和歌山藩55万5000石への転封が命じられた。駿府藩は廃藩となった。

#### 徳川忠長・天領
寛永2年（1625年）1月11日、第3代将軍・徳川家光の弟・徳川忠長が駿河・遠江・甲斐などに55万石で封じられ、駿府藩が再び成立した。忠長は将軍後継を巡って争った経緯から家光とは不仲だった。さらに寛永7年（1630年）には浅間神社の神獣とされる猿を捕殺したり、寛永8年（1631年）には家臣や侍女・領民らを惨殺したりするなどの乱行が目立ったことから、発狂したとして5月29日に上野高崎藩に蟄居の身となった。父・徳川秀忠没後の寛永9年（1632年）10月20日には改易された。この時、忠長の家臣の多くも連座により改易されている。寛永10年（1633年）12月6日、忠長は高崎で自害した。
駿府藩は廃藩となり、以後は幕府直轄領として幕府直属の旗本が駿府城代として赴任する駿河城番時代が続いた。

### 明治時代
慶応3年（1867年）10月、15代将軍徳川慶喜の大政奉還により江戸幕府は崩壊した。翌慶応4年（1868年）1月の鳥羽・伏見の戦いで徳川方が新政府方に敗れると慶喜は朝敵となる。しかし新政府の中核の一人である三条実美は徳川家の存続に尽力し、閏4月29日に慶喜に替わって田安亀之助（徳川家達）を徳川宗家の相続者とし、5月24日には駿河国・遠江国・陸奥国などで70万石を与え、駿河府中藩が立藩した。陸奥国の領地は9月4日に三河国に変更されている。この立藩に伴い、それまであった駿河国の3藩（沼津藩・田中藩・小島藩）と遠江国の4藩（浜松藩・相良藩・横須賀藩・掛川藩）が上総国と安房国に転封となり、この両国に知行地を持っていた他藩も玉突き状に替地を与えられている。
明治2年（1869年）6月20日、家達が版籍奉還により知藩事となるにあたり、「府中」は「不忠」に通じるとして藩名を静岡藩に改めた。命名したのは静岡学問所頭取の向山黄村である。同年8月28日より十勝国の上川郡・中川郡・河東郡・十勝郡も静岡藩の管轄となった。明治4年（1871年）7月14日の廃藩置県で静岡藩は廃藩となり、静岡県となった。
藩主家である徳川宗家は、明治17年（1884年）に公爵を叙爵されている。

## 藩政
内藤信成時代の駿府藩の内情は短期間のため、史料が少なく、藩政は詳しく分かっていない。
頼宣時代の駿府藩は、大御所である家康の下、その側近によって東海道の整備・金山開発・検地・駿府城の改築などが行われ、藩政の基礎が固められた。なお、家康は駿府を江戸の西を守る要衝と考えていたようで、駿府城は家康時代に大規模な改築がなされた。
忠長時代の駿府藩は、忠長の乱行が目立っているが、その重臣である朝倉宣正や鳥居成次らによって統治は無難に行われた。
幕府領時代の駿府は、駿府城代として幕府直属の大身旗本が赴任し、この駿府城代が、駿府定番・駿府在番・駿府加番等とともに番方を務める一方で、駿府町奉行・代官が役方を務めた。
家達時代の静岡藩の職制は、江戸幕府の役職をそのまま名前だけ変えて踏襲した物が大半だった。また、家達が幼少のため、準中老に大久保一翁、幹事役に勝海舟や山岡鉄舟らが任じられ、政務が行われている。ちなみに政府との交渉は、新政府寄りである勝によって行われた。しかし、江戸時代の幕府領・旗本領の総計約700万石と比べて10分の1の石高での立藩であり、新たな俸禄で生活可能な人数を超える旧幕臣や郎党が移住し、その生活扶助のために藩の財政は早くも悪化した。そのため旧幕臣の渋沢栄一が起用され、財政再建が行われた。

## 歴代藩主

### 内藤家
4万石。譜代。
1. 信成

### 家康直轄領
- 慶長12年7月3日から元和2年4月17日まで。

### 紀伊徳川家
50万石（駿河、遠江、東三河）。親藩
1. 頼宣 - 慶長14年（1609年）〜元和5年（1619年）

### 幕府領
- 元和5年から寛永2年まで。

### 駿河徳川家
55万石。親藩。
1. 忠長

### 幕府領
- 寛永10年から慶応4年まで。

### 徳川宗家
70万石。徳川本家。
1. 家達